# Bradynobaenidae
Bradynobaenidae es una familia de avispas similares a Mutillidae. A menudo se las encuentra en regiones áridas. Las clasificaciones recientes (a partir de 2008) sacan dos de los géneros, ambos del nuevo mundo, y los llevan a una nueva familia Chyphotidae; así los verdaderos bradinobénidos son todos del viejo  mundo.

## Géneros
- Apterogyna Latreille, 1809
- Gynecaptera Skorikov, 1935
- Bradynobaenus Spinola, 1851

## Géneros colocados enChyphotidae
- Chyphotes Blake, 1886
- Typhoctes Ashmead, 1899